# Aethianoplis leucopus
Aethianoplis leucopus là một loài tò vò trong họ Ichneumonidae.